# Manchester United Football Club 1990-1991
Questa voce raccoglie le informazioni riguardanti il Manchester United Football Club nelle competizioni ufficiali della stagione 1990-1991

## Stagione
Nelle competizioni nazionali il Manchester United, pur migliorando notevolmente il proprio rendimento, alternò delle buone prestazioni (fra cui il 6-2 con cui eliminò l'Arsenal dalla Coppa di Lega) ad altre insufficienti, perdendo la Coppa di Lega nella finale contro lo Sheffield Weds allenato dall'ex Ron Atkinson, difenendo la FA Cup fino al quinto turno e disputando un campionato di classifica medio-alta in cui concluse al sesto posto dopo aver ottenuto un pareggio nelle ultime tre gare, nonché aver subito la penalizzazione di un punto a causa di una rissa con i giocatori dell'Arsenal nell'incontro del 20 ottobre 1990.
Durante la stagione, i Red Devils riuscirono comunque a riportare due trofei: oltre ad aver ottenuto il Charity Shield in condivisione con il Liverpool, la squadra tornò a vincere un trofeo internazionale dopo 25 anni battendo il Barcellona nella finale di Coppa delle Coppe. Eliminate, in sequenza, Pécs, Wrexham, Montpellier e Legia Varsavia con risultati complessivi ampi, nella finale di Rotterdam i Red Devils regolarono i Blaugrana con una doppietta dell'ex giocatore Mark Hughes resistendo poi agli attacchi portati avanti dagli avversari nel finale di partita.

## Maglie e sponsor
Lo sponsor tecnico per la stagione 1990-1991 è Adidas, mentre lo sponsor ufficiale è Sharp.
| Manica sinistra · Manica sinistra · Maglietta · Maglietta · Manica destra · Manica destra · Pantaloncini · Pantaloncini · Calzettoni · Calzettoni | Manica sinistra · Manica sinistra · Maglietta · Maglietta · Manica destra · Manica destra · Pantaloncini · Pantaloncini · Calzettoni · Calzettoni | Manica sinistra · Manica sinistra · Maglietta · Maglietta · Manica destra · Manica destra · Pantaloncini · Pantaloncini · Calzettoni · Calzettoni |  |

## Rosa
| N. |                             | Ruolo | Calciatore         |
| -- | --------------------------- | ----- | ------------------ |
|    | Australia (bandiera)        | P     | Mark Bosnich       |
|    | Scozia (bandiera)           | P     | Jim Leighton       |
|    | Inghilterra (bandiera)      | P     | Les Sealey         |
|    | Inghilterra (bandiera)      | D     | Viv Anderson       |
|    | Galles (bandiera)           | D     | Clayton Blackmore  |
|    | Inghilterra (bandiera)      | D     | Steve Bruce        |
|    | Irlanda del Nord (bandiera) | D     | Mal Donaghy        |
|    | Irlanda (bandiera)          | D     | Denis Irwin        |
|    | Inghilterra (bandiera)      | D     | Lee Martin         |
|    | Inghilterra (bandiera)      | D     | Gary Pallister     |
|    | Inghilterra (bandiera)      | D     | Neil Whitworth     |
|    | Inghilterra (bandiera)      | C     | Russell Beardsmore |
|    | Scozia (bandiera)           | C     | Darren Ferguson    |

| N. |                             | Ruolo | Calciatore         |
| -- | --------------------------- | ----- | ------------------ |
|    | Galles (bandiera)           | C     | Ryan Giggs         |
|    | Inghilterra (bandiera)      | C     | Paul Ince          |
|    | Unione Sovietica (bandiera) | C     | Andrej Kančel'skis |
|    | Inghilterra (bandiera)      | C     | Mike Phelan        |
|    | Inghilterra (bandiera)      | C     | Bryan Robson       |
|    | Inghilterra (bandiera)      | C     | Lee Sharpe         |
|    | Inghilterra (bandiera)      | C     | Neil Webb          |
|    | Inghilterra (bandiera)      | C     | Paul Wratten       |
|    | Galles (bandiera)           | A     | Mark Hughes        |
|    | Scozia (bandiera)           | A     | Brian McClair      |
|    | Inghilterra (bandiera)      | A     | Mark Robins        |
|    | Inghilterra (bandiera)      | A     | Danny Wallace      |

## Risultati

### Charity Shield
| Arbitro: | Courtney |

|                   |           |               |
| Barnes 51’ (rig.) | Marcatori | 44’ Blackmore |

### Coppa delle Coppe
| Arbitro: | v.d. Ende |

|                        |           |  |
| Blackmore 10’ Webb 17’ | Marcatori |  |

| Arbitro: | Petrović |

|  |           |             |
|  | Marcatori | 78’ McClair |

| Arbitro: | Navarrete |

|                                            |           |  |
| McClair 43’ Bruce 44’ (rig.) Pallister 59’ | Marcatori |  |

| Arbitro: | Nielsen |

|  |           |                      |
|  | Marcatori | 31’ Robins 35’ Bruce |

| Arbitro: | Pairetto |

|            |           |                  |
| McClair 1’ | Marcatori | 7’ (aut.) Martin |

| Arbitro: | Forstinger |

|  |           |                                |
|  | Marcatori | 45’ Blackmore 49’ (rig.) Bruce |

| Arbitro: | Constantin |

|           |           |                                  |
| Cyzio 37’ | Marcatori | 38’ McClair 58’ Hughes 68’ Bruce |

| Arbitro: | Schmidhuber |

|            |           |               |
| Sharpe 29’ | Marcatori | 56’ Kowalczyk |

| Arbitro: | Karlsson |

|                 |           |            |
| Hughes 67’, 74’ | Marcatori | 79’ Koeman |